# Margaret (lune)
Pour les articles homonymes, voir Margaret.
Margaret (aussi appelée Marguerite) est un petit satellite irrégulier d'Uranus. Découvert en 2003, il aurait cependant été observé auparavant par Matthew J. Holman et John J. Kavelaars les 13 et 25 août 2001. Ces observations avaient été insuffisantes pour établir une orbite et les observateurs n'avaient pas réalisé qu'il s'agissait d'une nouvelle lune d'Uranus. Sa désignation temporaire fut S/2003 U 3 jusqu'en 2005. C'est le seul satellite prograde parmi les lunes extérieures d'Uranus. On l'appelle aussi Uranus XXIII.
Il tire son nom de Margaret, servante de Hero dans la pièce Beaucoup de bruit pour rien de William Shakespeare.